# محمدجعفر
محمدجعفر یک نام برای مردان است.
افراد شاخص با این نام از این قرارند:
- محمدجعفر ادیب شیرازی
- محمدجعفر امیر محلاتی
- محمدجعفر پوینده
- محمدجعفر جعفری لنگرودی
- محمدجعفر سادات موسوی
- محمدجعفر عزیزی
- محمدجعفر کامبوزیا
- محمدجعفر کبودرآهنگی
- محمدجعفر کفایت‌خان
- محمدجعفر محجوب
- شیخ محمدجعفر محلاتی
- محمدجعفر مرادی
- محمدجعفر منتظری
- محمدجعفر یاحقی